# The Cosmopolitan of Las Vegas
The Cosmopolitan of Las Vegas, mer känd som endast The Cosmopolitan, är både ett kasino och ett hotell som ligger utmed gatan The Strip i Paradise, Nevada i USA. Anläggningen består av två skyskrapor Boulevard Tower och Chelsea Tower och ägs av riskkapitalbolaget Blackstone Group. Hotellet har totalt 3 027 hotellrum.
Byggprojektet för The Cosmopolitan kantades med långdragna kontroverser och rättsliga tvister. I april 2004 bildade bland annat 3300 Associates och Soros Fund Management ett samriskföretag med syftet att ett nytt kasino och hotell skulle uppföras precis bredvid Bellagio. Det var tänkt att kasinot skulle byggas på ett parkeringshus och att den skulle heta Grand Hyatt Las Vegas och drivas av den globala hotellkedjan Hyatt Hotels Corporation. Bygget av hotellet inleddes 2007. Efter många turer fram och tillbaka samt en global finanskris som resulterade i att en del av de inblandande i byggprojektet fick finansiella problem, gjorde att den tyska banken Deutsche Bank köpte byggprojektet för en miljard amerikanska dollar. Problemen fortsatte dock för byggprojektet och där även rättsliga tvister förekom mellan olika intressenter men i april 2010 meddelades det att kasinot skulle öppnas i etapper mellan december 2010 och juli 2011. Bygget av kasinot kostade $3,9 miljarder att färdigställa. I maj 2014 sålde Deutsche Bank The Cosmopolitan till Blackstone Group för $1,73 miljarder, banken hade under sitt ägarskap investerat uppemot $4 miljarder i kasinot. Mellan 2017 och 2018 genomgick den en större renovering där 2 895 hotellrum blev bland annat omdesignade och fick förnyade interiörer.

## Kasino och hotell
Cosmopolitan har ett kasino som sträcker sig över 100 000 kvadratfot (9 300 m2). Det öppnades med 1 400 spelautomater och 80 bordsspel. Ett high-limit-spelområde, Talon Club, lades till i november 2011. Beläget på andra våningen ovanför huvudkasinot hade Talon Club 15 bordsspel och bidrog till att öka spelintäkterna.
När Blackstone tog över ägandet 2014 fokuserade de på den asiatiska storspelare-marknaden. Företaget ändrade kasinots layout, och lade till The Reserve, ett high-limit-område på 2 300 kvadratfot (210 m2). Det befintliga Talon Club utökades också med 20 bordsspel. Dessutom tog Blackstone bort 40 kristallkronor från kasinogolvet för att göra det mer rymligt och bytte ut nästan hälften av spelautomaterna. Book & Stage - en sportbok, bar och ibland musikscen - öppnades tillsammans med resorten. Den uppfyllde inte de ekonomiska förväntningarna och stängdes till slut 2015. En större sportbok öppnades någon annanstans i resorten 2016 och inkluderade en 24-timmars bar som erbjöd video poker. Spelintäkterna förbättrades efter de olika förändringarna av kasinot. Efter att ha tagit över verksamheten 2022 omvandlade MGM sportboken som en del av sin BetMGM-tjänst och ersatte William Hill.

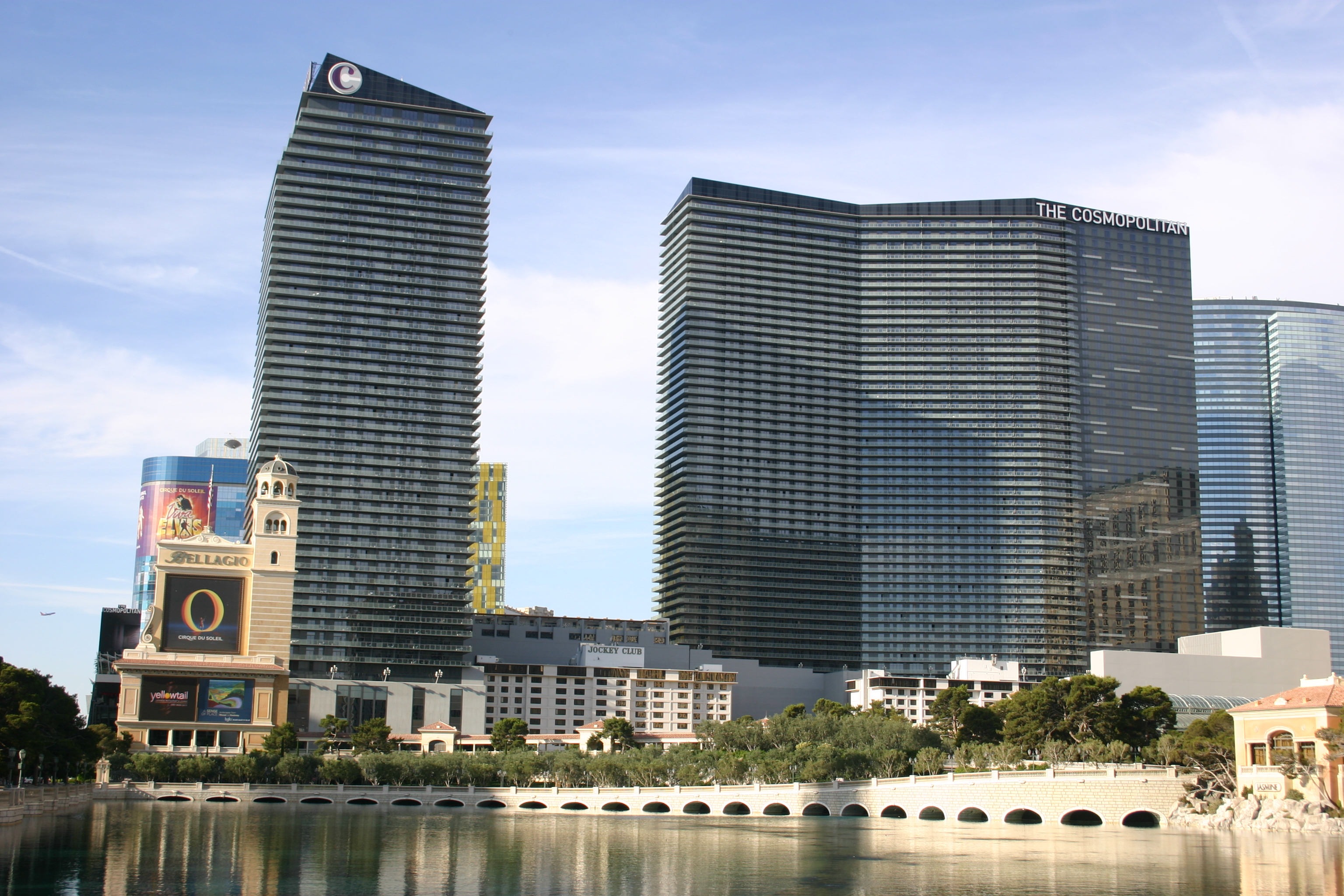
The Boulevard (vänster) och Chelsea-tornen

Hotellet har 3 033 rum fördelade på två torn. Det västra tornet kallas Chelsea och fungerar som huvudbyggnaden för hotellet. Boulevardtornet ligger längs Las Vegas Boulevard, öst om Chelsea-tornet. Chelsea- och Boulevardtornen är 52 respektive 50 våningar höga.
Till skillnad från de flesta Strip-resorter har många av Cosmopolitans rum balkonger. De inkluderar också pentrykök och stora badrum, kvarvarande funktioner från när de var planerade som bostadsenheter. Sedan öppnandet har hotellet varit medlem i Marriott Internationals Autograph Collection, som består av exklusiva hotell som ägs och drivs oberoende av Marriott. Genom samarbetet har Cosmopolitan tillgång till Marriotts kunddatabas. År 2011 öppnade resorten sina Lanai-sviter med två våningar för allmänheten. Belägna i det västra tornet hade de tidigare främst använts av storspelare och VIP-gäster.
De flesta rummen renoverades från 2017 till 2018. Resorten övervägde 20 potentiella rumdesigner och spenderade 2,5 miljoner dollar på att bygga 14 modellrum innan de gjorde sitt slutliga val. Hotellet byggde också 21 lyxiga taksviter på de fyra översta våningarna i Boulevard-tornet, med utrymme som hade legat oanvänt sedan resortens öppnande. Fram till dess hade Cosmopolitan bara fyra rum för sina högsta spelare. Som ett resultat hade de inte kunnat konkurrera adekvat för storspelare. Takhusen lades till som en del av ansträngningarna att förbättra spelintäkterna, särskilt med den asiatiska marknaden i åtanke. De designades av Adam Tihany.